# Католицька церква в Камеруні
Като́лицька це́рква в Камеру́ні — найбільша християнська конфесія Камеруну. Складова всесвітньої Католицької церкви, яку очолює на Землі римський папа. Керується конференцією єпископів. Станом на 2004 рік у країні нараховувалося близько 4 287 000 католиків (25,06% від усього населення). Існувало 23 діоцезій, які об'єднували 740 церковних парафій.  Кількість  священиків — 1406 (з них представники секулярного духовенства — 902, члени чернечих організацій — 504), постійних дияконів — 16, монахів — 1019, монахинь — 1958.